# Undersåkers tingslag
Undersåkers tingslag var ett tingslag i Jämtlands län i Jämtland.
Undersåkers tingslag bildades 1741. Tingslaget upphörde 1916 då verksamheten överfördes till Undersåkers och Offerdals tingslag. 
Tingslaget ingick till 1812 i Jämtlands domsaga, mellan 1812 och 1879 i Södra Jämtlands domsaga och från 1879 i Jämtlands västra domsaga.   

## Socknar
Undersåkers tingslag omfattade fyra socknar.
- Kalls socken
- Mörsils socken
- Undersåkers socken
- Åre socken